# Утроя
Утро́я (латыш. Rītupe, Ūdrāja — Ритупе, латг. Utreja) — река в Латвии и Псковской области России, левый приток Великой.

## География и гидрология
На территории Латвии называется Ритупе (Rītupe). Старинное латышское название Удрая (Ūdrāja, Ūdrupe — «река выдр»). Длина 176 км, площадь бассейна 3000 км².
Утроя вытекает из озера Мейрану, расположенного на территории Берзгальской волости Резекненского края Латвии.
На реке расположены города Карсава в Латвии и Пыталово в Пыталовском районе Псковской области.
В верхнем течении после истока из озера Мейрану в Латвии река протекает ещё несколько озёр. Около Карсавы (река протекает в двух километрах от центра города) ширина реки составляет уже около 20 метров. Ниже Карсавы по Утрое проходит граница Латвии и России, ещё ниже река уходит на территорию России, где течёт на север параллельно целой группе рек, стекающих с Латгальской возвышенности в сторону Псковского озера, — Кухве, Лже, Синей, Иссе и Великой. Кухва протекает на западе от Утрои, остальные реки — на востоке.
В 40 километрах от границы река протекает через город Пыталово. Утроя на этом участке очень извилиста, течение довольно быстрое, берега безлесые, заболоченные.
Рядом с платформой Гольцево железной дороги Остров — Резекне в Утрою справа впадает самый крупный приток — Лжа. После устья Лжи ширина реки увеличивается до 30 — 40 метров, характер русла и берегов не меняется.

### Притоки
Крупнейшие притоки: Лжа (справа, в 36 км от устья), Страуя (справа, в 138 км от устья), Лада (справа, в 54 км от устья).
Утроя впадает в Великую 12 километрами ниже города Остров.

## Данные водного реестра
Принадлежит к бассейну Балтийского моря, к Балтийскому бассейновому округу, водохозяйственный участок реки — Великая. Относится к речному бассейну реки Нарва.
Код водного объекта в государственном водном реестре — 01030000212102000028662.